# آرازگل
ارازگل، روستایی است از توابع بخش فندرسک شهرستان رامیان در استان گلستان ایران.

## جمعیت
این روستا در دهستان فندرسک شمالی قرار دارد و براساس سرشماری مرکز آمار ایران در سال۱۳۹۰ ، جمعیت آن ۱۸۲۱ نفر (۳۹۶خانوار) بوده‌است.